# تنسيق الألفاظ
تنسيق الألفاظ معناها الأصلي اختيارات المفردات المميزة للكاتب أو المتحدث، وأسلوب التعبير في قصيدة أو قصة.